# Liesbeth Van der Auwera
Liesbeth Valentina Van der Auwera (Merksem, 16 november 1968) is een Belgisch politica voor de CD&V.

## Levensloop
Ze behaalde het diploma van licentiaat in de rechten. Nadien werkte ze als advocate en juridisch adviseur in een bankkantoor.
Tussen mei 2003 en mei 2014 zetelde Liesbeth van der Auwera in de Kamer van volksvertegenwoordigers. In 2014 werd ze niet herkozen. In de Kamer was van 2010 tot 2014 voorzitter van de commissie bedrijfsleven, wetenschapsbeleid, onderwijs, nationale wetenschappelijke en culturele instellingen, middenstand en landbouw. In 2007 ontsnapte ze aan een sanctie voor het bekendmaken van privacy-gevoelige informatie uit het naturalisatiedossier van Johnny Hallyday waar ze tegen was.
In oktober 2000 werd Van der Auwera verkozen tot gemeenteraadslid van Bree, waar ze van 2007 tot 2012 schepen was, met de bevoegdheden Cultuur, Jeugd, Toerisme, Volksgezondheid en Ontwikkelingssamenwerking. Op 1 januari 2013 werd ze burgemeester van Bree. Ze sloot daarbij een akkoord met Bros, een kartel van N-VA, sp.a, VCD en onafhankelijken. Alzo werd Verjonging, de partij van Jaak Gabriëls, naar de oppositiebanken verwezen. Na de gemeenteraadsverkiezingen van oktober 2018 bleef Van der Auwera burgemeester van Bree, in een coalitie tussen CD&V en N-VA.
Tijdens de gemeenteraadsverkiezingen op 13 oktober 2024 werd ze met haar partij OnsBree de op een na grootste, achter Verjonging. Zij kregen daardoor twee weken het initiatiefrecht om een nieuwe coalitie te vormen. Lijsttrekker Sietse Wils van Verjonging verzilverde dat initiatief en vormde een nieuwe meerderheid met N-VA, waardoor OnsBree naar de oppositie werd verwezen en Van der Auwera op 4 december 2024 het burgemeesterschap moest afstaan aan Wils. Zijzelf nam vervolgens zitting als gemeenteraadslid.
Na haar burgemeesterschap ging Van der Auwera in januari 2025 aan de slag als leerkracht economie en bedrijfswetenschappen 
Liesbeth Van der Auwera is gescheiden en moeder van twee kinderen. Ze is eveneens ridder in de Leopoldsorde.